# Биков Петро Васильович
Петро́ Васи́льович Би́ков (рос. Быков Пётр Васильевич; *20 жовтня (1 листопада) 1843, Севастополь, Російська імперія — †22 жовтня 1930, Дєтське Село, нині місто Пушкін, Російська Федерація) — російський перекладач, письменник, бібліограф, мемуарист. Брат етнографа Миколи Бикова.
Редагував повні зібрання творів Олександра Афанасьєва-Чужбинського (1890—1892), Михайла Лермонтова (1891), Миколи Гоголя (1908) та інших письменників, написав вступні статті до цих видань.
Під час навчання в гімназії та Харківському університеті почав укладати «Словник російських письменників» і «Словник російських жінок-письменниць». За завданням Академії наук СРСР готував «Словник псевдонімів російських письменників».
В Дніпрі іменем письменника названа вулиця.